# حكاية حملة إيجور
حكاية حملة إيغور أو حكاية حملة إيهور (بالسلافية الشرقية القديمة: Слово о пълкѹ Игоreвѣ، بالحروف اللاتينية: Slovo o pŭlku Igorevě) هي قصيدة ملحمية مجهولة مكتوبة باللغة السلافية الشرقية القديمة. يُترجم العنوان أحيانًا على أنه حكاية حملة إيغور، وأغنية حملة إيغور، وكلمة حملة إيغور، وكلمة مضيف إيغور، وكلمة الحرب التي شنها إيغور.
تقدم القصيدة وصفًا للغارة الفاشلة التي قام بها إيغور سفياتوسلافيتش (توفي عام 1202) ضد البولوفتسيين في منطقة نهر الدون. في حين شكك البعض في صحة القصيدة، فإن الإجماع العلمي الحالي هو أن القصيدة أصلية وتعود إلى العصور الوسطى (أواخر القرن الثاني عشر).
تم تعديل حكاية حملة إيغور بواسطة ألكسندر بورودين كأوبرا وأصبحت واحدة من أعظم كلاسيكيات المسرح الروسي. تم تقديمها لأول مرة بعنوان "الأمير إيغور" في عام 1890.